# Jean-Léon Huens
Jean-Léon Huens, né le 1er décembre 1921 à Melsbroek (Belgique) et mort le 24 mai 1982 à Benissa (Espagne), est un illustrateur belge.

## Biographie
Sa scolarité terminée, Jean-Léon Huens poursuit ses études à l'Institut Saint-Luc et les termine à l'Institut supérieur des Arts décoratifs de la Cambre, à Bruxelles. Il a illustré des livres pour enfants (édités dès l'immédiat après-guerre par les éditions Casterman en collaboration avec Jeanne Cappe, historienne du livre destiné à la jeunesse : Cendrillon et autres contes de Perrault, La Petite Fille aux allumettes, Blondine, bonne-Biche et beau-Minon), des cartes de vœux et des calendriers édités par et pour des imprimeurs connus (dont les ateliers de photogravure De Schutter à Anvers), encore collectionnés.
En 1947, Clément Meurens PDG et propriétaire du « Véritable sirop de Liège » cherche une image qui représenterait son tout nouveau produit. Il fait appel à Jean-Léon Huens qui dessine au printemps 1947, les poiriers en fleurs de la région d’Aubel, que nous connaissons toujours sur l’emballage Du 'Vrai Sirop de Liège'.
En 1949, Jean-Jacques Schellens lui confie la réalisation de couvertures pour la collection « Marabout ».
Pour le journal Tintin, journal de l'école dite « de Bruxelles », il réalisera des illustrations pour des contes, romans et nouvelles, entre autres une cinquantaine d'illustrations pour le roman de Jean d'Esme, Les Dieux rouges.
Il a illustré l'œuvre d'écrivains et essayistes belges tels que Marie Gevers et Marcel Lobet, pour les éditions Desclée-De Brouwer et les éditions Durendal.
En 1946, son frère Étienne fonde la société Historia, sur base du concept d’une collection d’images consacrées à l’Histoire de Belgique et disponibles en échange de timbres à découper sur l’emballage de produits de consommation courante. Il associa dès le début son jeune frère Léon à ce projet, en lui confiant la tâche d'illustrer cette collection « Nos Gloires ». En quinze ans, sur un total de 534 miniatures, ce dernier en réalisa plus de 400. En 2009, les 305 aquarelles originales de Nos Gloires encore en possession des héritiers ont été cédées au Musée royal de Mariemont.
Dans les années 1960, il travaille pour des publications étrangères, jusqu'au 24 mai 1982, date de son décès à Benisa (Alicante, Espagne). Huens sera publié en couverture du Saturday Evening Post, du National Geographic Magazine pour lequel il illustre des rétrospectives historiques (mai 1974 : Seven men who solved riddles of the cosmos, février 1975 : Sir Francis Drake, juillet 1980 : Ancient Bulgaria's golden treasures, décembre 1983 : The Byzantine Empire), comme dans le Reader's Digest où il livre des dessins pour une vingtaine de romans pour la jeunesse. Corgi Books, Penguin Books et Dell Publishing, spécialistes en livres de poche, lui commandent de nombreuses illustrations liées à des thèmes fantastiques, contes inédits ou légendes classiques.
Jean-Léon Huens obtient le prix national belge de Via Secura pour la campagne contre l'ivresse au volant en 1971. Une part de son œuvre et de ses travaux est exposée au musée du Livre de Bruxelles en 1951 et à la Bibliothèque royale en 1977 dans le cadre de l'exposition Le Livre illustré en Occident du Haut Moyen Âge à nos jours. En 1993, la Society of Illustrators exposera, au National Museum of American Illustration (en) à New York, un ensemble de 20 travaux axés sur les pièces de Shakespeare, réalisés à la fin des années 1970 et présentés pour la première fois au public. Du 11 janvier au 27 février 1994, le Centre belge de la bande dessinée lui consacre une vaste rétrospective montrant des illustrations de livres pour enfants, des couvertures du journal Tintin, des dessins pour les contes et feuilletons publiés dans ce magazine, des couvertures de livres de poche, des cartes de vœux, des originaux de la collection « Nos Gloires » et une sélection de dessins réalisés pour divers éditeurs américains. L’exposition était complétée par une projection de diapositives montrant les différents stades d’avancement de son travail. Titulaire de nombreux certificates of merit de la Society of Illustrators de New York dès 1962, Jean-Léon Huens sera introduit vingt ans après sa mort, en juin 2002, dans le Hall of Fame de la même société.

## Œuvres illustrées
- Bûche de Noël, Georges Steff, Desclée de Brouwer, 1941
- Une poignée de figues, Marcel Lobet, Durandal,  1942
- Sur la piste du sapin vert, Casterman, 1945
- La petite fille aux allumettes et autres contes d'Andersen, présentés et racontés par Jeanne Cappe, Éditions Casterman, coll. « Les albums de l'âge d'or », 1945
- Lettres à Marie-Violette, Jeanne Cappe, Casterman, 1946
- Blanche-Neige et autres contes de Grimm, présentés et racontés par Jeanne Cappe, Tournai, Casterman, coll. « Les albums de l'âge d'or », 1947.
- Contes de la Comtesse de Ségur,  présentés et racontés par Jeanne Cappe, Casterman, coll. « Les albums de l'âge d'or », 1948.
- Cendrillon et autres contes de Perrault, présentés et racontés par Jeanne Cappe, Casterman, coll. « Les albums de l'âge d'or », 1950.
- Plusieurs couvertures du Journal de Tintin, 1948 à 1963[2]
- Les Dieux rouges, Journal de Tintin, 1949 à 1950
- Nos gloires (vol 1 à 6), Historia, 1949 à 1961
- Once upon a time stories, Casterman, 1959
- Nevada, Zane Grey, Corgi Books, 1964
- Saturday Evening Post, 23 octobre 1965[3]
- Frankenstein, Mary Shelley, Corgi Books, 1965
- L'Album des jeunes, page 114, Cortez, Reader's Digest, 1966
- Living with the Lama, Lobsang Rampa, Corgi Books, 1967
- L'Album des jeunes, pages 50-59, Etincelle, Reader's Digest, 1967
- The name was Rawlins… The town was Deadwood… The job was vengeance…, Corgi Books, 1971
- Seven men who solved riddles of the cosmos, National Geographic Magazine, mai 1974
- Couverture du Sélection du Reader's Digest, mai 1975
- The Samurai and the long nosed devils, Lensey Namioka, Dell publishing, 1976
- Sir Francis Drake, National Geographic Magazine, février 1975
- Arthur Rex-King Arthur, Delacorte PŒress, 1978
- White Serpent Castle, Dell Publishing, 1979
- Ancient Bulgaria's golden treasures, National Geographic Magazine, juillet 1980
- Cosmos, Carl Sagan, Éditions Mazarine, 1981
- Dragon's blood, Dell Publishing, 1982
- Quest for the Faradawn, Richard Ford, Delacorte Press, 1982
- The Byzantine Empire, National Geographic Magazine, décembre 1983
- The merry adventures of Robin Hood, Howard Pyle, Reader's Digest, 1989
- La Princesse cachée, Duculot, 1996.
- Histoire illustrée de Belgique (Tome 1) Le peuple belge, des origines au XVe siècle[4], Racine, 2002.
- Histoire illustrée de Belgique (Tome 2) L'État belge du XVe au XVIIIe siècle, Racine, 2003.
- Histoire illustrée de Belgique (Tome 3) Le Royaume de Belgique, Racine, 2003.
- Nos Gloires, une histoire illustrée de la Belgique, Racine, 2015.
- Chronique du bonheur, Jeanne Cappe, Casterman, SD.
- Lettres à Marie-Violette, Jeanne Cappe, Casterman, SD.

## Honneurs
- 2002 - Introduction dans le « Hall of Fame » de la Society of Illustrators de New York.
- 2005 - Inauguration d'un espace commémoratif situé dans les Fonds de l'Eau de Pesche